# 러맘족
러맘족(베트남어: Người Rơ Măm / 쯔맘족)은 베트남의 소수민족이다.(Rơ Măm의 실제 발음은 쯔맘이 더 가깝다.) 이 인종 집단은 꼰뚬성 사타이현 모라이사 레 마을에 살고 있다. 로맘은 베트남의 54개 민족 중 하나이다.

## 개요
러맘어는 남아시아어족 바나어 계열의 언어를 구사한다.
1999년 인구조사에 따르면 베트남의 러맘족의 인구는 352명이다.
2009년에 인구와 주택의 인구 조사에 따르면, 베트남의 러맘족은 63개의 지방들 중 7개의 도시에서 현재 436명의 인구를 가지고 있다. 러맘족은 꼰뚬성(베트남 전체 러맘족 인구의 96.1%를 차지하는 419명)에 집중되어 있으며, 다른 지방에는 호찌민시(9명), 동나이시(3명)와 같은 지역이 거의 없다.
러맘족은 농사를 지으면서 살고, 끈적끈적한 쌀이 주식이다. 심을 때, 날카로운 막대기를 두 개 든 남자들이 구멍을 뚫고, 여성들은 씨앗과 뒤에서 심는다. 사냥과 채집은 여전히 경제 생활에서 중요한 역할을 한다. 가내 기반을 둔 직업들 중에서 직물 산업이 가장 발달했지만, 오늘날에는 로맘족이 시장에서 산업용 직물을 사용하는 것에 익숙해져 있기 때문에 줄어들고 있다.
러맘족의 거주지는 주민의 신임을 받는 마을의 장로들이 이끄는 둑(빌리지)이다. 러맘족의 마을에는 현재 공동 주택을 포함해 10여 채의 집만 있다. 집집마다 10~20명이 모여 서로 친밀한 관계를 맺고 있다. 부부는 아직 한 지붕 아래 살고 있지만, 경제적으로는 독립적이다.

## 같이 보기
- 베트남의 민족